# Kathrigatta, Kunigal
Kathrigatta là một làng thuộc tehsil Kunigal, huyện Tumkur, bang Karnataka, Ấn Độ.